# Stazione di Como Nord Lago
Stazione di Como Lago vasútállomás Olaszországban, Lombardia régióban, Como településen.

## Vasútvonalak
Az állomást az alábbi vasútvonalak érintik:
- Como–Saronno-vasútvonal
- Como–Varese-vasútvonal

## Kapcsolódó állomások
A vasútállomáshoz az alábbi állomások vannak a legközelebb:
- Stazione di Como Borghi (Stazione di Milano Cadorna, dél)